# آرگو (فیلم ۲۰۰۶)
«آرگو» (انگلیسی: Argo (2006 film)) یک فیلم است که در سال ۲۰۰۶ منتشر شد.